# Cruz Blanca, Oaxaca
Cruz Blanca är en ort i Mexiko.   Den ligger i kommunen Cuilápam de Guerrero och delstaten Oaxaca, i den sydöstra delen av landet, 400 km sydost om huvudstaden Mexico City. Cruz Blanca ligger 1 562 meter över havet och antalet invånare är 985.
Terrängen runt Cruz Blanca är kuperad västerut, men österut är den platt. Runt Cruz Blanca är det tätbefolkat, med 570 invånare per kvadratkilometer. Närmaste större samhälle är Oaxaca de Juárez, 6,8 km nordost om Cruz Blanca. I omgivningarna runt Cruz Blanca växer huvudsakligen savannskog.